# Eva Herzigová
Eva Herzigová (Litvínov, República Checa, 10 de marzo de 1973) es una supermodelo y actriz checa.

## Biografía
Herzigova nació el 10 de marzo de 1973 en Litvinov (Chequia). Allí convivió con su familia, tiene dos hermanos: un hermano llamado Giri y una hermana llamada Lenka, hasta 1989. Con 16 años un amigo le animó a presentarse a un concurso que organizaba en Praga la agencia de modelos Madison, donde inesperadamente consiguió el primer puesto.

## Trayectoria

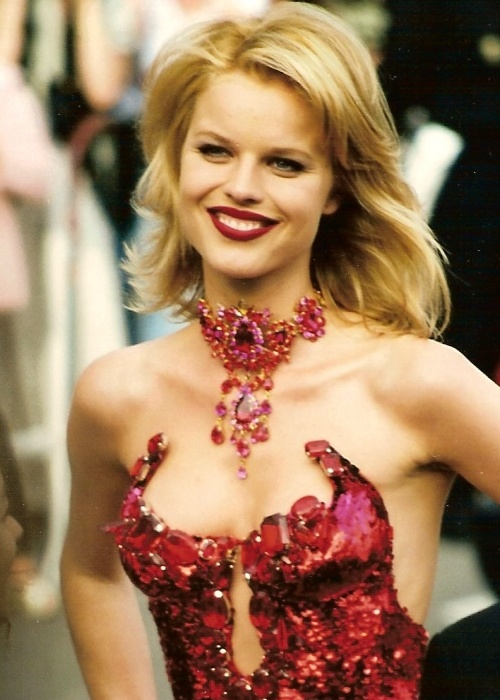
Eva Herzigova en 1997.

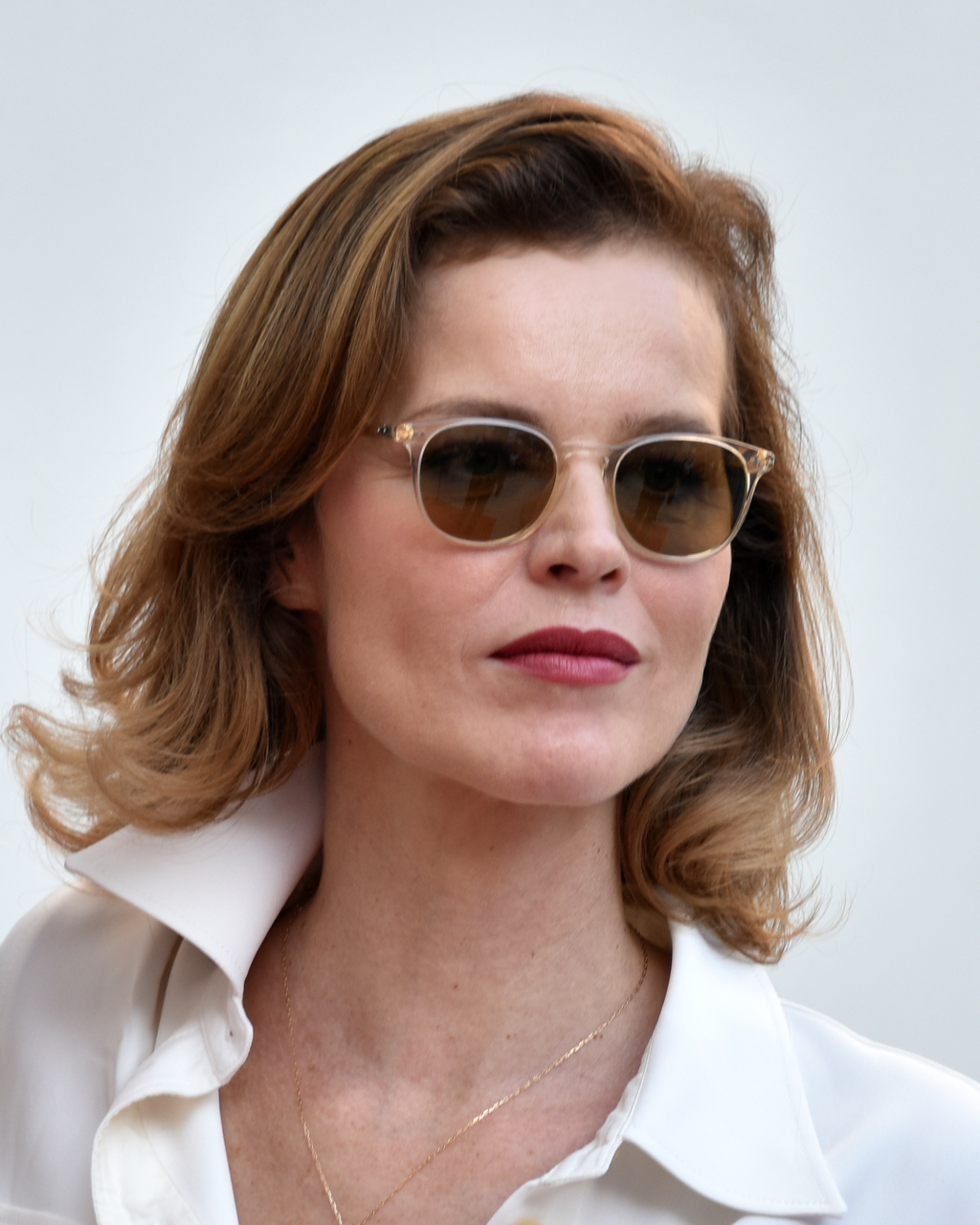
Eva Herzigova en 2019.

Tras ganar el concurso se mudó a París, donde obtuvo su primera aparición importante como imagen de Wonderbra en 1990. Esta campaña dio la vuelta al mundo e hizo que la joven checa alcanzase la fama, comenzando así su carrera profesional. También apareció en la campaña de jeans de la marca Guess?.
Apareció en el catálogo de la casa Victoria's Secret y en la revista Sports Illustrated. Actuó en algunas películas, y posó desnuda para la revista Playboy, en agosto del 2004.
En el 2011, Herzigová participó en el vídeo musical de Duran Duran, Girl Panic!, junto a las top models Yasmin Le Bon, Cindy Crawford, Helena Christensen y Naomi Campbell.
En 2013, Herzigová posó para el diseñador Brian Atwood, imitando a Marilyn Monroe en la película Something's Got to Give.
Apaeció en campañas para “Maybelline”, “Calvin Klein”, “Christian Dior”, “Laura Biagiotti” y “Rocco Barocco” entre otras. Y trabajó con los principales diseñadores del mundo, entre ellos los famosos y prestigiosos John Galliano, Vivienne Westwood, Gianni Versace, Giorgio Armani, Thierry Mugler, Paco Rabanne.

## Vida personal
Eva Herzigová se casó con Tico Torres, el batería de Bon Jovi, en septiembre de 1996. La pareja se divorció en junio de 1998.
Tuvo tres hijos con Gregorio Marsiaj: George (nacido el 1 de junio de 2007 en Turín), Philipe (nacido el 13 de marzo de 2011) y Edward (nacido en abril de 2013).
También es políglota, hablando cinco idiomas: checo, ruso, inglés, francés e italiano.

## Filmografía
| Título                                    | Año  | Rol                  | Notas                          |
| ----------------------------------------- | ---- | -------------------- | ------------------------------ |
| Inferno                                   | 1992 |                      | Película emitida en televisión |
| Ángeles guardianes                        | 1995 | Tchouk Tchouk Nougat |                                |
| El mejor amigo de mi mujer                | 1998 | Frida Seta           |                                |
| Just for the Time Being                   | 2000 | Christine            |                                |
| Modigliani                                | 2004 | Olga Khokhlova       |                                |
| Eva - corto de Gaspar Noe                 | 2005 | Eva Herzigová        |                                |
| Girl Panic! - Duran Duran                 | 2011 | Ella misma           |                                |
| Cha cha cha                               | 2013 | MIchelle             |                                |
| Pohádkář                                  | 2014 | Karla                |                                |
| Jan Masaryk: la traición de Múnich        | 2017 | Madla                |                                |
| Isabel Marant, naissance d'une collection | 2019 | Ella misma           |                                |

## Inauguración del crucero Costa Concordia
Herzigová fue la encargada de cumplir con el tradicional acto de inauguración de todo barco: romper una botella de champagne contra el casco del Costa Concordia. Sin embargo, la botella no se rompió, lo que fue interpretado como signo de mal augurio. El buque acabó hundiéndose en 2012.